# Ingrid Sahlin
För Ingrid Salin (född 1939), se Ingrid Persson (författare).
Ingrid Sahlin, född 29 januari 1950 i Karlskoga, är professor i socialt arbete och docent i sociologi vid Lunds universitet. 
Sahlin undervisar i nuläget främst på forskarutbildningsnivå i bland annat kvalitativa metoder, diskursanalys, mikroteori och socialpsykologi. Områden som Sahlin verkat inom är flera, såsom brottsprevention, trygghetsarbete, bostadslöshet och brottsutsatthet. Enligt Göteborgs universitet forskar hon i "...exkluderingsprocesser och relationen mellan samhälleliga åtgärder mot problem och konstruktioner av ”problemgrupper” som hemlösa, kriminella, brottsoffer m.m.".